# Рацек, Владимир Иосифович
Влади́мир Ио́сифович Ра́цек (23 августа 1918 — 10 ноября 1980) — советский альпинист, заслуженный мастер спорта СССР (1954), победитель чемпионата СССР по альпинизму в классе высотных восхождений в 1950 году. Инструктор-методист 1-й категории.
В довоенные годы совершил ряд первых восхождений на несколько вершин на Тянь-Шане и Памире. Во время Великой Отечественной войны в группе военных топографов совершил детальное изучение и уточнение высоты и местоположения второй по высоте вершины в СССР пика Победы. За эти исследования и открытия в 1947 году был награждён золотой медалью им. П. П. Семёнова-Тян-Шанского. В 1950 году руководил первым восхождением узбекских альпинистов на пик Ленина, которое стало самым массовым восхождением высотного альпинизма в истории и заняло первое место на чемпионате СССР по альпинизму 1950 года.
В 1955 году возглавил объединённую экспедицию Узбекского комитета физической культуры и спорта и Туркестанского военного округа на пик Победы. Параллельно с узбекской экспедицией попытку штурма вершины предприняли альпинисты из Казахстана. В результате несогласованных действий руководств казахской и узбекской экспедиций, а также возникшей конкуренции между штурмовыми отрядами и неблагоприятных погодных условий, казахская группа практически полностью погибла.
Рацек имел степень кандидата географических наук. В 1980 году стал почётным членом Всесоюзного Географического общества. Награждён 12 медалями, в том числе «За боевые заслуги» и «За победу над Германией». Майор. Неоднократный председатель Федерации альпинизма Узбекистана. Член КПСС с 1941 года.

## Биография

### До и во время войны
Владимир Иосифович Рацек родился 23 августа 1918 года в городе Сызрань Симбирской губернии. Отец Владимира, Йосеф Рацек, чех по происхождению, работал садовником у графа Бобринского, по приглашению которого он переехал из Чехии в Российскую империю. Здесь же Йосеф женился. У Рацека был старший брат Юрий. В 1931 году их семья переехала жить в Кыргызстан. Увлечение Рацека горами началось в 1932 году, когда отец взял его с собой на сбор лекарственных трав. В 1935 году Рацек работал в геологоразведочной партии в Таласском и Ферганском Алатау, которая была организована Фрунзенским обкомом комсомола. В этой партии он совершил свой первый горный поход протяжённостью около 700 километров. Осенью 1936 года он окончил школу инструкторов альпинизма ГУПВО НКВД в Тескей-Ала-Тоо под руководством заслуженного мастера спорта СССР Михаила Погребецкого. В конце сентября 1936 года Рацек и несколько других участников школы инструкторов альпинизма приняли участие в спасательных работах на Тянь-Шане. Группа альпинистов после восхождения на Хан-Тенгри попала в непогоду, в результате которой её участники получили сильные обморожения и повреждения (в состав группы входили братья Евгений и Виталий Абалаковы, а также Леонид Гутман, Михаил Дадиомов и Лоренц Саладин). Группе удалось выйти на ледник Иныльчек, откуда они сумели подать сигнал бедствия. В результате проведённых спасательных работ четверо из пятерых участников экспедиции были спасены (Лоренц Саладин умер ещё до прихода спасателей). За активное участие в операции все её члены, в том числе и Рацек, были награждены Почётными грамотами комсомола Кыргызстана.
16 июня 1937 года Рацек совершил первое самостоятельное восхождение, поднявшись на пик Компартии Кыргызстана (ныне Караульды, 4500 м, к. с. 2А) во главе группы киргизских альпинистов из 12 человек. 17 июля того же года он совершил первое восхождение на пик Манас (4370 м, к. с. 2А) и 3 августа на пик Каракольский (5281 м, к. с. 4Б) совместно с московскими альпинистами Николаем Поповым и Григорием Белоглазовым и местным альпинистом Касымалы Байгазиновым. Затем Рацек, Попов и Белоглазов присоединились к экспедиции под руководством Августа Летавета, основной задачей которой были восхождения на пик Сталинской Конституции (впоследствии пик Советской Конституции, ныне пик Конституции, 5284 м) и пик Карпинского (5100 м) в хребте Куйлютау. В рамках этой экспедиции были совершены первые восхождения на пик Нансена по юго-западному гребню (5697 м, к. с. 5А) 30 августа, и на пик Сталинской Конституции по северному гребню (7 сентября, к. с. 2А). Рацек принимал участие в обоих восхождениях. Пик Карпинского был покорён параллельно вместе со штурмом пика Сталинской Конституции другими участниками экспедиции. Вернувшись из экспедиции, Рацек остался в Караколе, где провёл курс подготовки на значок «Альпинист СССР» среди местных спортсменов, подготовив 44 новых альпиниста.

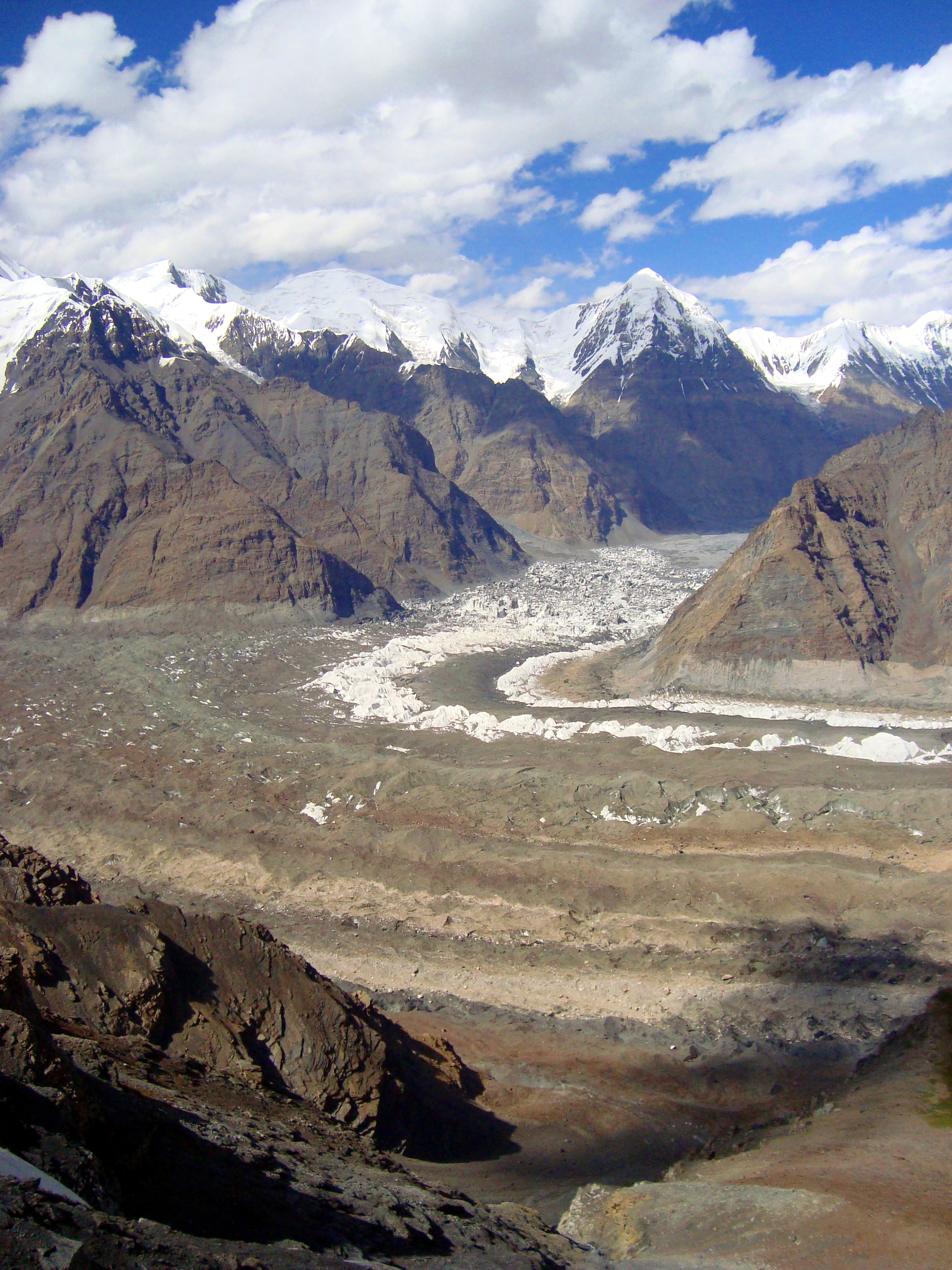
Ледник Южный Иныльчек

После заметных успехов 1937 года Рацек стал инструктором Республиканского комитета физкультуры и спорта, а затем возглавил Киргизский клуб альпинизма и туризма. Он полностью отвечал за всю организационную и методическую работу по подготовке альпинистов в Кыргызстане, при этом оставаясь активным участником различных спортивных восхождений и походов. В январе 1938 года он, в качестве руководителя группы, совершил первое зимнее восхождение на пик Манас. Затем он принял участие в затяжном лыжном высокогорном походе протяжённостью 1000 километров через Киргизский, Таласский и Ферганский хребты, который продолжался 22 дня. 8 июля 1938 года Рацек совершил первое восхождение на вершину Кобырга (4593 м) в массиве Чоктал в Кыргызстане.
В июле 1938 года Рацек присоединился к разведывательной экспедиции, которая отправлялась в неисследованные области ледников Иныльчек, Звёздочка и безымянной вершины, которая впоследствии была названа пиком 20-летия комсомола (ныне пик Победы, 7439 м). Общее руководство экспедицией осуществлял Август Летавет, штурмовую группу возглавил Леонид Гутман. Основными целями экспедиции было изучение возможных подходов к вершине и совершение восхождения на неё, а также исследование верхней части ледника Иныльчек в этом районе. В начале сентября группа вышла на штурм. Рацек входил в состав штурмовой группы. Однако 10 сентября на высоте 4800 метров ему стало плохо, и на следующий день он в сопровождении Евгения Иванова отправился вниз. Позднее Рацек принял активное участие в эвакуации пострадавшего Александра Мухина, получившего тяжёлые повреждения в результате падения в трещину глубиной около 18 метров. Несмотря на потери, штурмовая группа продолжила восхождение, и 19 сентября Леонид Гутман, Евгений Иванов и Александр Сидоренко вышли на вершину, которую они назвали пиком 20-летия комсомола. После восхождения группы Виталия Абалакова на пик Победы в 1956 году сравнение фотографий показало, что достигнутая в 1938 году вершина на самом деле являлась вершиной пика Победы. Тем самым первыми восходителями на пик Победы признали Гутмана, Иванова и Сидоренко.
Осенью 1938 года Рацека призвали на военную службу в Управление боевой подготовки САВО (с 1945 года ТуркВО), где он занимался горной подготовкой войск на Памире и Тянь-Шане.
В 1939 году Рацек руководил первым восхождением на пик Джигит (5170 м, к. с. 5А, по восточному гребню). В 1940 году ему было присуждено звание мастера спорта СССР по альпинизму. В 1941 году Рацек совершил первое восхождение на вершину Туманная в Заилийском Алатау. В первых годах Великой Отечественной войны он был отправлен на территорию Ирана для проведения горной подготовки в частях Красной Армии. В этот период Рацек совершил несколько восхождений, в том числе восхождение на высочайшую вершину Ирана вулкан Демавенд (5610 м) в 1943 году по заданию командования Туркестанского военного округа. Рацеку предстояло снять установленные на вершину флаги с нацистской символикой и установить на их месте советские. Рацек и сопровождавший его Павел Рапасов достигли вершины Демавенда 26 июля 1943 года, успешно справившись с заданием. По итогам операции Рацек был награждён медалью «За боевые заслуги» и повышен в звании до капитана.
В 1943 году Рацек в составе группы военных топографов под руководством Павла Рапасова был отправлен на Центральный Тянь-Шань для уточнения орографии хребтов. Группе удалось уточнить положение второй по высоте вершины Советского Союза и высочайшей вершины Тянь-Шаня, носившей в то время название пик 20-летия комсомола. Позднее в Ташкенте по результатам собранных сведений была рассчитана точная высота вершины (7439 м). Также, по предложению Рацека, вершину переименовали в пик Победы. За эти открытия Всесоюзное географическое общество в 1947 году наградило всех членов экспедиции золотыми медалями имени П. П. Семёнова-Тян-Шанского.

### После войны (1945—1954)
После войны Рацек вернулся в спортивный альпинизм. С 1945 года он работал в топографическом отделе на Памире, совмещая работу с альпинистской деятельностью. В 1948 году Рацек организовал секцию альпинизма в спортивном клубе при окружном Доме офицеров в Ташкенте. В 1949 году Рацек руководил восхождением на вершину, названную пиком Алишера Навои (4282 м) в честь 500-летия тюркского поэта. В этом же году Рацек совершил первое восхождение на пик Поля Робсона (4282 м).

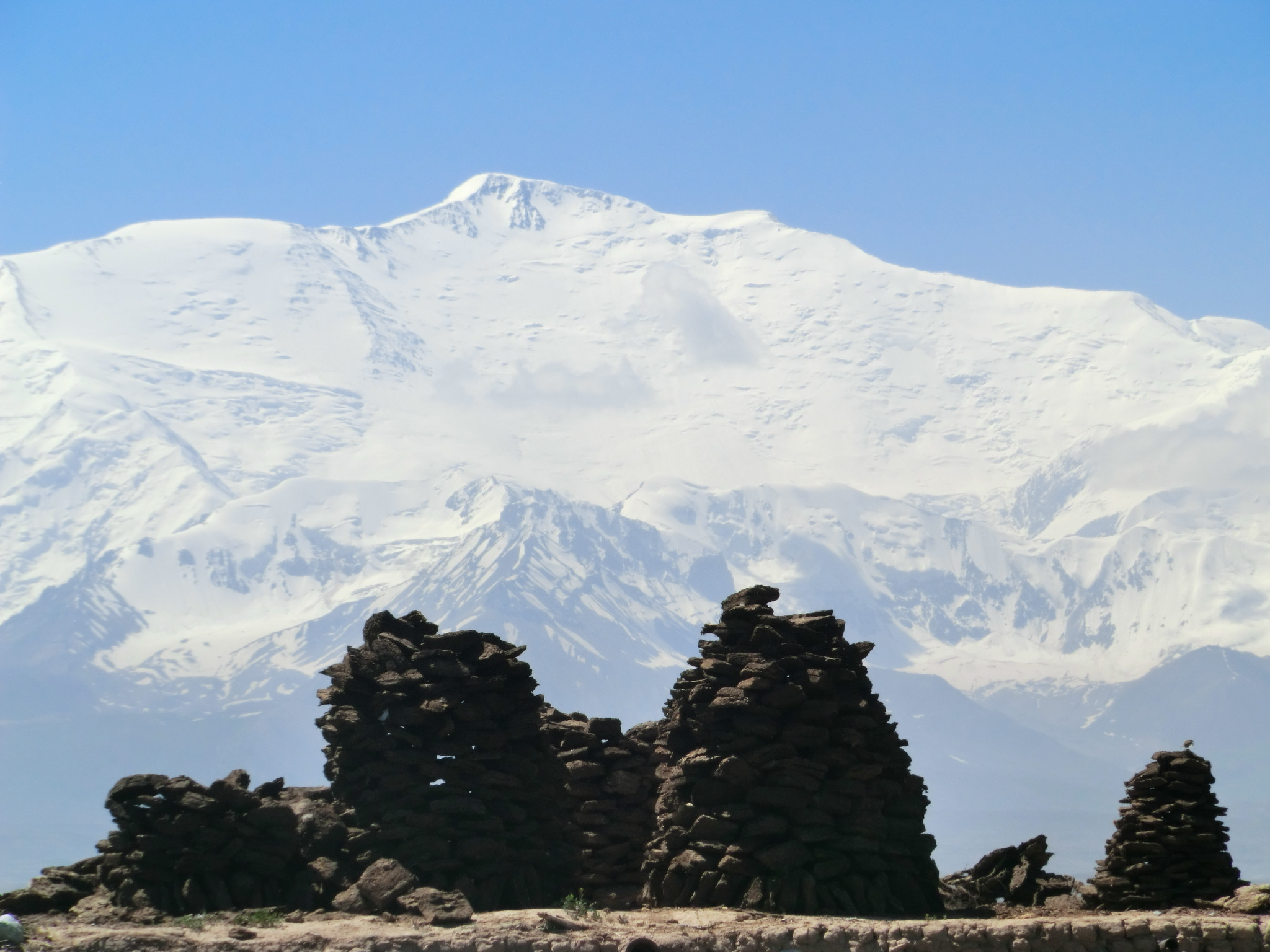
Вид на пик Ленина с севера со стороны Алайской долины

В 1950 году под руководством Рацека состоялось восхождение команды Советской Армии, состоявшей из альпинистов Узбекистана, на пик Ленина (7134 м) по северному склону с ледника Ленина (к. с. 4Б). Восхождению предшествовала длительная и тщательная подготовка. Северный склон вершины был исследован с самолёта, группа в течение месяца, предшествовавшего штурму, совершила восхождения на 4 вершины в окрестностях, а также акклиматизационный выход на склоны пика Ленина на высоту 6000 м.
Штурмовая группа вышла 9 августа из базового лагеря на высоте 4200 м. 11 августа 14 альпинистов штурмовой группы успешно достигли высоты 6400 м, где они провели двое суток для дополнительной акклиматизации. 14 августа группа переместилась в следующий лагерь на высоту 7000 м. На следующее утро 12 из 14 участников отряда вышли на финальный штурм вершины — Николай Барабанов и Александр Рябухин не смогли продолжить путь из-за усилившихся симптомов горной болезни. На вершину поднялись все 12 альпинистов. Это восхождение стало самым массовым в истории высотного альпинизма на тот момент и первым в истории успешным восхождением альпинистов Узбекистана на пик Ленина. Восхождение на пик Ленина было отмечено золотыми медалями чемпионата СССР по альпинизму 1950 года в классе высотных восхождений.
В 1951 году Рацек руководил первым восхождением на пик Мира (4950 м) в Заалайском хребте. В 1952 и 1953 году он организовал несколько экспедиций по исследованию массива пика Победы для определения возможных маршрутов восхождения. По итогам экспедиции, Рацек написал, что «наиболее безопасным, хотя и длинным, путём к вершине пика Победы со стороны ледника Иныльчек надо считать восточный гребень». В 1954 году Рацеку было присвоено звание заслуженного мастера спорта СССР. Позднее, в этом же году, группа военных альпинистов под его руководством совершила первый в истории траверс пика Ленина через вершину Раздельная. В штурмовую группу входило пять опытных альпинистов, которые уже были на вершине пика Ленина в 1950 году. Также несколько молодых альпинистов составили вспомогательный отряд, целью которого было содействовать штурмовой группе в доставке снаряжения и установкам промежуточных лагерей. Вспомогательный отряд начал подготовку к восхождению в начале августа, совершив более 10 восхождений на окрестные вершины высотой более 5000 м. Штурмовая группа вышла 28 августа. 30 августа штурмовая группа достигла вершины Раздельной, откуда 31 августа они вышли на восхождение на пик Ленина по западному гребню. 3 сентября штурмовая группа достигла вершины пика Ленина, и в тот же день им удалось спуститься в базовый лагерь.

### Экспедиция на пик Победы 1955 года

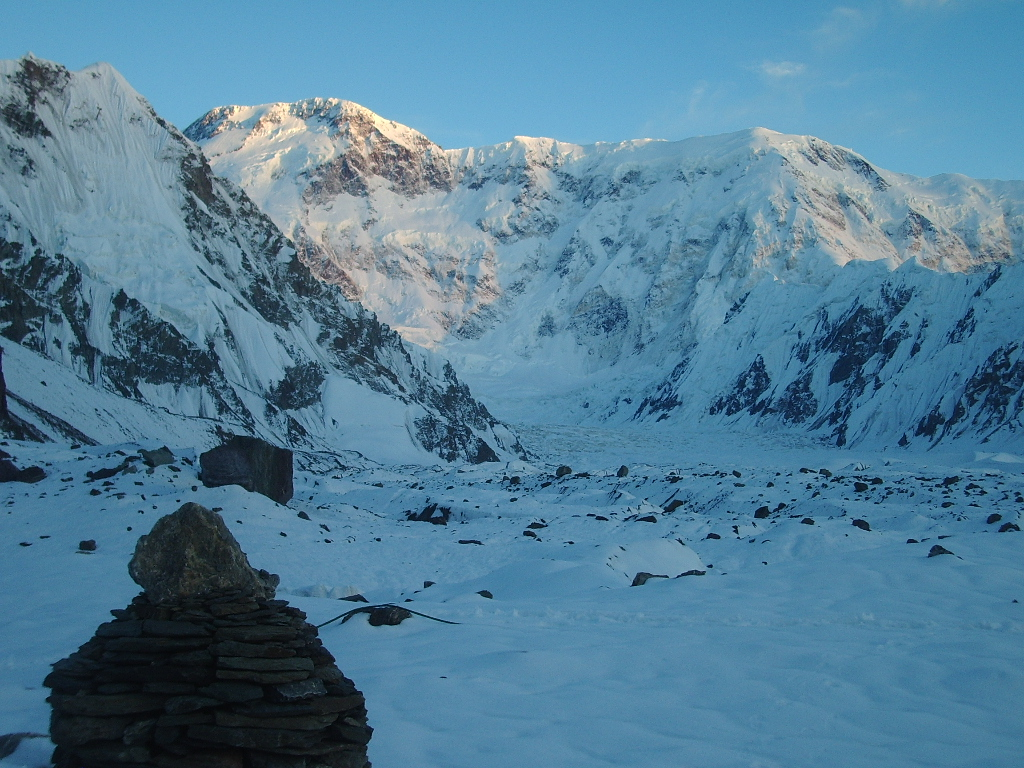
Пик Победы с севера

В 1955 году Рацек возглавил объединённую экспедицию Узбекского комитета физической культуры и спорта и Туркестанского военного округа на пик Победы. Параллельно с ними шла ещё одна экспедиция Казахского клуба альпинистов под руководством заслуженного мастера спорта СССР Евгения Колокольникова. Казахская экспедиция планировала предпринять попытку восхождения по восточному гребню, узбекская — по северному ребру. Приказом Всесоюзного комитета по физической культуре и спорту была установлена очерёдность восхождения — сперва на штурм должна была выйти казахская экспедиция, и только после завершения их штурма могла начать восхождение узбекская команда. Более того, группам было предложено объединить усилия для штурма непокорённой никем ранее вершины. Руководство узбекской экспедиции выразило согласие на такой шаг, однако казахская группа отказалась.
Вопреки приказу, Рацек дал указание своей группе выходить на восхождение одновременно с казахской группой. Под влиянием конкуренции, возникшей со стороны узбекской группы, руководство казахской экспедиции изменило первоначальный план восхождения, и, несмотря на разногласия внутри команды, решило штурмовать вершину «с ходу». Такой же тактики придерживался и Рацек.
Обе группы вышли на восхождение 12 августа. Казахская команда вышла из базового лагеря на высоте 4200 м, узбекская стартовала с высоты 4400 м. Через несколько дней, 19 августа, казахская группа достигла высоты 6900 м, где они устроили стоянку. Примерно на той же высоте оказалась узбекская группа. Однако 19 августа поздно вечером погода резко ухудшилась, началась снежная буря. Казахские альпинисты, измотанные тяжёлым многодневным штурмом, не сумели организовать лагерь должным образом. Группа пережидала непогоду несколько дней, предприняв несколько попыток спуститься вниз за помощью, в результате которых погибли несколько альпинистов. В конечном итоге, из 12 человек, оказавшихся в лагере, выжил только один альпинист, алмаатинец Урал Усенов, 23 августа провалившийся в трещину на леднике Звёздочка во время попытки спуститься. Спасательная группа казахской экспедиции обнаружила его на следующий день.
Узбекская команда, благополучно переждав непогоду, на следующее утро предприняла ещё одну попытку штурма, но она не удалась. 25 августа она была отозвана руководством экспедиции с северного гребня в базовый лагерь, куда и спустилась 26—27 августа. Из участников штурмовой группы был сформирован спасательный отряд под руководством Рацека и Колокольникова. С 28 августа руководство полностью перешло к Рацеку в связи с болезнью Колокольникова. Однако за несколько дней спасательных работ его группа сумела подняться только на высоту 5100 м в верховья ледника Звёздочка, не предпринимая попыток идти выше. Рацек был отстранён за недостаточную оперативность, а руководство спасательными работами было передано Евгению Белецкому и Кириллу Кузьмину, которые срочно прибыли на место трагедии с группой альпинистов ВЦСПС. В ходе спасательных работ были найдены тела двух замёрзших альпинистов и следы других, вероятно, сорвавшихся вниз на ледник.

### После 1955 года
После экспедиции 1955 года, несмотря на неприятности по службе, Рацек не был отстранён от работы и продолжил заниматься организацией и проведением армейских альпинистских экспедиций на Памир и Тянь-Шань, а также руководством учебно-спортивных сборов. В 1956 году экспедиция Узбекского комитета физической культуры и спорта и Советской армии под общим руководством Рацека совершила первое восхождение по северо-восточному гребню на вершину Кызыл-Агын в Заалайском хребте Памира (6678 м, к. с. 5А). В 1957 году, по предложению Рацека, постановлением Спорткомитета Узбекской ССР был учреждён наградной знак «Пик Ленина», который вручался альпинистам, сумевшим взойти на эту вершину. Сезоны 1957 и 1958 годов Рацек со своими командами посвятили попыткам восхождения на высочайшую вершину Советского Союза пик Сталина (впоследствии пик Коммунизма, ныне пик Исмоила Сомони, 7495 м), который покорился им со второй попытки. Восхождение на пик Коммунизма в 1958 году по восточному ребру (к. с. 5Б) объединённой командой Узбекского комитета физической культуры и спорта и Туркестанского Военного Округа заняло первое место на чемпионате СССР по альпинизму в классе высотных восхождений. Рацек, как тренер команды, был награждён дипломом первой степени. В сентябре 1958 года Рацек руководил экспедицией на пик Дзержинского (6713 м), в рамках которой было совершено восхождение на вершину по новому маршруту с ледника Коман по северному гребню (к. с. 4Б).
В 1959 году узбекские альпинисты повторно отправились на штурм пика Победы во главе с Рацеком. Как и в 1955 году, узбекская команда выбрала маршрут восхождения по северному ребру, который считался наиболее коротким и лёгким путём на вершину, сопряжённым, однако, с повышенной лавинной опасностью. Штурмовую группу возглавил Пётр Карпов. Общая численность штурмовой группы составила 25 человек, в число которых входили опытные и подготовленные альпинисты, предполагавшие восхождение на вершину, а также участники вспомогательных групп, задачей которых была доставка продуктов и снаряжения для организации промежуточных лагерей.
Руководство экспедиции опять применило тактику восхождения «с ходу». Во время восхождения вспомогательные группы ставили промежуточные лагеря и спускались вниз. На высоту 7100 м вышло четверо альпинистов штурмовой группы, которые организовали лагерь перед последним броском, а также четверо альпинистов из последней вспомогательной группы. После установки лагеря вспомогательная группа начала спуск, однако им удалось спуститься только на 100 метров, до высоты 7000 м, после чего они организовали вынужденную стоянку в вырытой ими снежной пещере. На следующее утро, будучи не в состоянии продолжать спуск, они подали сигнал бедствия. Штурмовой отряд спустился к ним и начал эвакуацию. 26 августа на высоте 6700 м ими была организована стоянка для отдыха, во время которой скончался один из альпинистов. На следующий день, на высоте 6600 м погибло ещё двое альпинистов. В условиях ухудшающейся погоды оставшиеся участники не смогли продолжить спуск. Были организованы спасательные работы, во время которых к альпинистам удалось пробиться только двум участникам казахской экспедиции — В. Цверкунову и А. Вододохову. В результате их действий оставшиеся члены штурмовой группы сумели спуститься без потерь. По итогам экспедиции Рацек был понижен в звании и на время отстранён от части выполняемых обязанностей.
На следующий год, в 1960 году, была организована ещё одна экспедиция на пик Победы, целью которой был полный траверс массива от западного плеча до перевала Чонтерен, восхождение на Хан-Тенгри по новому маршруту с востока, и другие восхождения. Ещё одной задачей экспедиции было снятие тел альпинистов, погибших в экспедиции 1959 года. Экспедиция состояла из двух частей: группа профсоюзов под руководством Осипа Гринфельда и группа ТуркВО под руководством Рацека. Общее руководство экспедицией численностью 50 человек было возложено на Кирилла Кузьмина. Однако уже на второй день экспедиции при продвижении по снежному плато на высоте около 5200 м большая часть группы попала под лавину значительной площади (размером 200 на 100 метров), в которой погибли 10 альпинистов. Тела погибших были спущены в базовый лагерь 20 июля, после чего было принято решение завершить экспедицию.
В августе 1963 года Рацек руководил экспедицией, в рамках которой было проложено сразу 2 новых маршрута на пик Энгельса (6510 м) — по юго-восточному ребру (к. с. 5Б) и по западному гребню (к. с. 5А). На следующий год Рацек возглавил экспедицию, в рамках которой был совершён траверс пика Ленина от пика Октябрьский (6780 м) с подъёмом на пик Ленина по западному ребру и спуском с перевала Крыленко на северной стороне вершины (к. с. 5Б).
В 1964 году Рацек был избран председателем президиума только что организованной Федерации горнолыжного спорта Узбекистана. До 1969 года Рацек занимал пост заместителя командующего Туркестанским Военным Округом по горной подготовке, завершив службу в звании подполковника.
Скончался 12 октября 1980 в Ташкенте в возрасте 62 лет. Похоронен на Коммунистическом кладбище.

## Научная деятельность
В 1960 году Рацек заочно окончил географический факультет Ташкентского государственного университета, а в 1970 году он защитил диссертацию на соискание учёной степени кандидата географических наук по теме «Особенности орографии и оледенения высокогорной зоны Средней Азии» в Московском Государственном университете. После ухода в запас, он работал в обществе охраны природы, затем стал учёным секретарём научного совета по проблемам биосферы в Академии наук УзССР. В 1978 году его пригласили преподавать в Ташкентский государственный университет, где, по его инициативе, было создано отделение туризма и краеведения на географическом факультете. В 1980 году он был избран почётным членом Всесоюзного Географического общества. Рацек является автором более 60 книг и научных статей, в том числе и по альпинизму.

## Личная жизнь
Рацек был женат, супругу звали Галина Аркадьевна. После смерти Рацека она вместе со старшей дочерью Надеждой и с её мужем переехала жить в США. Младшая дочь Рацека Ирина после смерти отца осталась в Москве.

## Память
В честь Рацека названа вершина высотой 4150 м в Алаарчинском ущелье в Киргизском Алатау. В августе 1981 года туркестанские альпинисты совершили первовосхождения по северной стене на одну из памирских вершин в восточном отроге хребта Коммунаров в хребте Зулумарт высотой 5801 м. После восхождения они назвали вершину пиком Рацека.
Организованная в 1973—1974 годах секция альпинизма Ташкентского областного совета добровольного спортивного общества «Буревестник» была в 1987 году переименована в Ташкентский альпинистский клуб имени Владимира Рацека.
12 апреля 2011 года в Узбекистане в посёлке Таваксай рядом с городом Чирчик был открыт дом-музей альпинизма имени Владимира Рацека. Музей был основан группой энтузиастов, которые были знакомы c Рацеком. В музее представлены некоторые его личные вещи и фотографии.

## Спортивные достижения

### Чемпионаты СССР по альпинизму
Данные приведены в соответствии с информацией из книги П. С. Рототаева.
- 1950 год —  1-е место (высотный класс), восхождение на пик Ленина, руководитель в команде Советской Армии, в которую входили В. Аксёнов, В. Запорожченко, Юрий Израэль, Валентин Ковалёв, Ю. Маслов, Анатолий Кормщиков, Эдуард Нагел, Виктор Нарышкин, Владимир Никонов, Виталий Ноздрюхин, Иван Рожнов.

### Книги
- Р. Н. Левченко, В. И. Рацек. Чарвак и Чимган - зоны отдыха. — Ташкент: Узбекистан, 1972. — 45 с.
- Н. И. Леонов, В. И. Рацек. По Алаю. — Ташкент: Госиздат УзССР, 1962. — 136 с.
- Б. Р. Маречек, В. И. Рацек. Альпинисты Советской Киргизии. — Фрунзе: Общество по распространению политических и научных знаний Киргизской ССР, 1952. — 36 с.
- В. И. Рацек. В стороне от проторённых дорог. — Ташкент: Узбекистан, 1984. — 103 с.
- В. И. Рацек и др. Говорят восходители. — Ташкент: Госиздат УзССР, 1963.
- В. И. Рацек. Загадка снежного человека. — Ташкент: Еш гвардия, 1962. — 111 с.
- В. И. Рацек. Загадка Хан-Тенгри. — Ташкент: Объединенные издательства «Правда Востока» и «Кзыл Узбекистан», 1949. — 48 с.
- В. И. Рацек. Корженевский Л. Н.. — Ташкент: ФАН, 1977. — 52 с.
- В. И. Рацек. Ледяное сердце Памира. — Ташкент: Узбекистан, 1980. — 128 с.
- В. И. Рацек. Пик Коммунизма (7492м) - высотный полюс Союза ССР. — Ташкент, 1972.
- В. И. Рацек. Пик Ленина. — Ташкент: Узбекистан, 1968. — 69 с.
- В. И. Рацек. По дорогам Средней Азии. — Ташкент: Узбекистан, 1972. — 111 с.
- В. И. Рацек. Пять высочайших вершин СССР. — Ташкент: Госиздат УзССР, 1974. — 118 с.
- В. И. Рацек. Развенчанные легенды. — Ташкент: Госиздат УзССР, 1963. — 36 с.
- В. И. Рацек. Тысяча отважных. — Ташкент: Еш гвардия, 1971. — 117 с.
- В. И. Рацек. Чимган. — Ташкент: Узбекистан, 1964. — 35 с.

### Статьи
- В. И. Рацек, И. В. Юхин. В районе пика Победы // Сборник «Побеждённые вершины 1953». — М.: ГИГЛ, 1954. — С. 57—68.
- В. И. Рацек. Ледник имени Г.Е. Грумм-Гржимайло // Известия Всесоюзного Географического общества. — Издательство Академии наук СССР, 1949. — Вып. 1. — С. 103.
- В. И. Рацек. Новейшее исследование Центрального Тянь-Шаня и открытие пика Победы // Труды Узбекского географического общества. — Ташкент: Издательство АН УзССР, 1948. — Т. II. — С. 46—63.
- В. И. Рацек. Оледенение массива пика Победы // Географический сборник. — М.: Издательство Академии наук СССР, 1954. — Т. IV.
- В. И. Рацек. Открытие пика Победы // Известия Всесоюзного Географического общества. — Издательство Академии наук СССР, 1946. — Вып. 5—6. — С. 583.
- В. И. Рацек. Формы «ельчатого снега» на Тенгри-Таг // Сборник «Побеждённые вершины 1973—1974». — М.: ГИГЛ, 1976. — С. 64—69.

## Комментарии
1. ↑  Рацек руководил экспедицией в целом, непосредственно траверс был совершён 5 альпинистами: Валентин Ковалёв (руководитель), Эдуард Нагел, Виктор Нарышкин, Виталий Ноздрюхин, Пётр Карпов[23].
2. ↑  До восхождения группы Виталия Абалакова на пик Победы в 1956 году считалось, что успешных восхождений на вершину ранее не было.
3. ↑  В восхождении «с ходу» группа сразу идёт наверх в полной выкладке без предварительной акклиматизации, устраивая промежуточные стоянки для отдыха на высоте.
4. ↑  На пик Коммунизма зашла команда из 9 человек: Эдуард Нагел (руководитель), Виктор Нарышкин, Виталий Ноздрюхин, Пётр Карпов, Альфред Королёв, Юрий Вотрин, Михаил Гиленко, Николай Луцык, Алексей Страйков[26].

### Книги
- Е. А. Белецкий. Пик Ленина. — 2-е изд. — М.: Мысль, 1970. — С. 206.
- Д. М. Затуловский. На ледниках и вершинах Средней Азии. — М.: ОГИЗ, 1948. — 292 с.
- П. П. Захаров, А. И. Мартынов, Ю. А. Жемчужников. Альпинизм. Энциклопедический словарь / под ред. Захарова П. П.. — М.: ТВТ Дивизион, 2006. — 744 с. — ISBN 5987240301.
- П. С. Рототаев. К вершинам. Хроника советского альпинизма. — М.: Физкультура и спорт, 1977. — 272 с.
- И. А. Черепов. Загадки Тянь-Шаня. — М.: Географгиз, 1951. — 148 с.

### Статьи
- М. Э. Грудзинский. Кунгей-Алатау (географо-альпинистская характеристика) // Сборник «Побеждённые вершины 1970—1971». — М.: ГИГЛ, 1972. — С. 211—236.
- В. А. Кизель. Альпинистские экспедиции 1954—1957 годов // Сборник «Побеждённые вершины 1954—1957». — М.: ГИГЛ, 1959. — С. 4—20.
- К. К. Кузьмин. Самый северный семитысячник // Сборник «Побеждённые вершины 1970—1971». — М.: ГИГЛ, 1972. — С. 42—79.
- A. И. Поляков. На высотном стадионе страны // Сборник «Побеждённые вершины 1954—1957». — М.: ГИГЛ, 1959. — С. 45—63.
- C. М. Саввон. Хронология первовосхождений и восхождений по новым путям на вершины Советского Союза, превышающие 6500 м // Сборник «Побеждённые вершины 1961—1964». — М.: ГИГЛ, 1966. — С. 431—443.
- И. В. Юхин. 12 альпинистов на пике Ленина // Сборник «Побеждённые вершины 1951». — М.: ГИГЛ, 1951. — С. 182—192.
- Лучшие спортивные восхождения // Сборник «Побеждённые вершины 1958—1961». — М.: ГИГЛ, 1962. — С. 344—366.